# 脳開発研究所クルクルラボ
『脳開発研究所 クルクルラボ』(のうかいはつけんきゅうじょクルクルラボ)は、2006年12月13日に稼働を開始したコナミデジタルエンタテインメントのアーケードゲーム。
脳の働きを計画・視覚・聴覚・言語・運動・記憶の6ジャンルに分け、各ジャンルに割り当てられたミニゲームを遊ぶことで脳のトレーニングができるというもの。監修は東京大学講師池谷裕二。
e-AMUSEMENT対応で、オンラインを利用して対戦したり成績を残すことができる。2010年9月30日にe-AMUSEMENTサービスを終了した。

## 筐体概要
『クルクルラボ』の開発は『クイズマジックアカデミー』と同じチームによるもの。操作も同様にタッチパネルのみで行う。備え付けのタッチペンを使うことになっており、指先で直接操作しても問題ないが、指紋が付くことでタッチパネルの感度が低下し、正確な測定ができなくなるおそれがある。
モニター（タッチパネル）の左右両側にはスピーカーとライトがある。ライトは一部のミニゲームで使用する。通常のアップライト型筐体でコントロールパネルがある位置にはタッチペン置き及びe-AMUSEMENT PASSのリーダーのみがある。このリーダーは他のゲームのように差込式ではなく、単に上に置けば認識するタイプの物である。
『NOVAうさぎのゲームde留学!?』等、他のゲームの一部と共通の「e-AMUSEMENT CABINET」が用いられており、コンバージョン（基板入れ替え）が可能。
名前入力および一部のミニゲームで、手書きによる文字入力（漢字や記号にも対応）を行うことができる。
これには松下電器産業（現：パナソニック）開発の手書き文字認識エンジン『楽ひら』が採用されている。

## ミニゲーム
各ジャンルごとのミニゲームは以下の通り。
一つのミニゲームはモード（後述）によって4ラウンドまたは6ラウンドに分かれている。（一部ゲームで例外あり）簡単なものから始まって順に難易度が上がっていく。

### 計画
前頭葉が司る分野。計算や分析を扱う。
- いろいろ計算
- メイツ体重測定
- クルクルダンジョン
- クルクルラストダンジョン

- 金庫ブレイカー
- タンクロード
- クルクル荘

### 視覚
後頭葉が司る分野。ビジュアル的な問題を扱う。
- ドット打ち
- ドット打ち・改
- 迷子探し
- クレヨンかたづけ

- これくらい測定
- クルクルモンタージュ
- チョコレート工場

### 聴覚
側頭葉（右）が司る分野。スピーカーからの音声を用いたゲームを行う。
- ききとり寿司
- ききとり動物
- 入電！解読セヨ！
- 豆バレー

- ピアノレッスン
- フィーリングカエル
- COOL×2 DJ!

### 言語
側頭葉（左）が司る分野。言葉や漢字の問題が出される。
- どんな感じこんな漢字
- いろはかるた
- 回文部位か？
- 四字熟語十六択

- 速攻メール
- ABCかるた
- 速攻ベル

### 運動
小脳が司る分野。タッチペンを速く正確に操作することが求められる。
- ザブ撃破
- ザブ避け
- かぞえすくい
- 一本橋渡れ

- ボルト＆ナットファクトリー
- けっきょくあざらし
- よっこらヨット

### 記憶
海馬が司る分野。物事を記憶してそれを正確に再生する能力が求められる。
- 順番メモリー
- クルクルBOX
- スライドパネル
- ライト筐体

- ルート909
- おぼえ寿司
- 記憶DEビンゴ

## ニューロン
ミニゲームの点数はニューロンという単位でカウントされる。獲得したニューロン数は蓄積され、蓄積量が多くなるほど階級が高くなる。1つのミニゲームで獲得できるニューロンは100点が最高点で、一部のゲームを除いて早く解くほど点数が高い。

## 階級
カードなしでのプレイ時および初プレイ時は「研修生」。ニューロンを貯めることにより階級が上がっていく。上の階級に上がるほど、次の昇格に必要なニューロンは多くなる。
1. 研修生
2. 見習い研究員
3. 研究員
4. 上席研究員
5. 副主任研究員
6. 主任研究員
7. 上席主任研究員
8. 準首席研究員
9. 首席研究員
10. 首席研究長

「首席研究長」からさらにニューロンを貯めると、得意だった分野に応じた研究室の室長になることができる。
- 計画研究室長
- 視覚研究室長
- 聴覚研究室長

- 運動研究室長
- 記憶研究室長
- 言語研究室長

「○○研究室長」の状態でさらにニューロンを貯めると別の研究室長も兼務することになる（兼務数に応じた☆マークが階級の横に付く）。そして6つの研究室全ての室長になると「総研究室長」に昇格する。
総研究室長からさらにニューロンを貯めると「2周目」となり、「見習い研究員」に戻るが階級の前に「特別」と書かれた星マークが付く。2周目で全ての研究室長の称号を獲得すると「所長補佐」となり、その後は階級の前に「名誉」と帽子マークがついた3周目となる。3周目で全ての研究室長になると階級が「名誉所長」となり、これが最高ランクである。

## モード

### クルクル診断
6ジャンルのそれぞれから1ゲームずつ、6ゲームを遊びその合計ニューロンを全国ランキングで競うことができる。診断結果に応じてクルクルメイツが進化・変化していく。ランキングは最終スコアで記録されるため、必ずしもベストスコアが登録されるわけではない。そのため、本モードでスコアアタックする際、前回スコアを下回るとランキング上の記録も下がってしまう。
ミニゲームの点数は25点満点×4ラウンド。ミスをすると以後のラウンドは難易度が下がる。
なお、本作を未プレイのe-AMUSEMENTカードを登録した初回プレイ（無料）では、必ずこのモードをプレイすることになる。

### オンライン対戦
全国のプレイヤーから階級の近い4人を集めて行うトーナメント。ジャンルの異なるミニゲーム4戦の総合成績で順位を争う。プレイヤーの人数が少ない時には穴埋めとしてNPCがエントリーする。
ミニゲームの点数は16点満点×6ラウンド（※正確には16.66点満点だが画面表示は16点まで。よって16点を2回取っても合計点数が32点の場合と33点の場合がある）。ミニゲームの難易度は途中でミスをしても下がらない。各回戦終了後に1位15、2位10、3位5ニューロンのボーナスが与えられ、総合優勝者にはさらに500ニューロンのボーナスが与えられる。

### 店内対戦
同一店舗内のプレイヤー同士で階級に関係なく対戦ができる。最大4名まで参加可能で、足りない分はNPCで穴埋めされる。ルールはオンライン対戦と同じ。

### トレーニング
今までにプレイしたミニゲームから4つを選んで、そのゲームを練習することができる。

### クルクルイベント
期間限定で開催されるイベントに参加できる。2007年6月現在、「#熱闘! クルクルチャンピオンシップ」の開催が確認されている。

## クルクルパーク
クルクルパークとはコイン投入後の最初の画面。制限時間（45秒）の間、以下のことが出来る。

### 個人情報閲覧
以下の情報を見ることが出来る。
基本情報
現在の階級と得意／不得意分野、プレイした日にちを確認することができる。
成績
以下の3種類の成績を見ることが出来る。
診断成績
過去3回の「クルクル診断」の結果と全国・都道府県・店舗内の順位を見ることが出来る。ここで閲覧できる順位は最終の診断結果のものであるが、全国ランキングには各プレイヤーの自己ベストが反映される。
対戦成績
オンライン対戦で1位 - 4位それぞれになった数と、全国・都道府県・店舗内の順位を見ることが出来る。また、クルクルマスターに勝利した数も見ることができる。
ゲーム成績
全体および各ジャンルの平均点と、ミニゲームごとの最高点を一覧で見ることができる。

情報閲覧
クルクルメイツのビューワーがあり、さまざまな角度から眺めることが出来る。メイツを褒めたり叱ったりして遊ぶことも出来る。またメイツの変遷も見ることが出来る。

### えてがみをかく
研究員以上でできるようになる機能。「えてがみ（絵手紙）」は正方形のマスの中にタッチペンで自由に絵や文字を書いたもの。システム上相手を特定して送ることはできないが、プレイヤー同士のコミュニケーション手段として利用可能。
e-amusementの携帯サイトに登録していると、プレーデータ閲覧時に新しいえてがみが届いているかどうかが分かる。
えてがみを手に入れる方法
- 書いて封筒に入れておくと、1日後ぐらいに他のプレイヤーのえてがみと交換されている。
- えてがみを持っているプレイヤー同士がオンライン対戦で出会うと、お互いのえてがみを交換することができる。
- 初回プレイ後には「はじめまして！」と書かれたえてがみが届く。
- 誕生日にプレイしたときには「Happy Birthday」と書かれたアイテム付きのえてがみが届く。アイテムはその時のクルクルメイツが装備できるものが入っている。
- バレンタイン前後にもプレゼント付きのえてがみがもらえるサービスがあった。

えてがみの書き方
- タッチペンの接触面積により線の太さが変わり、ペンを強く押し付けると太い線、弱く押し付けると細い線が描ける。より太い線を描くには指の腹などを使うと良い。
- パレットの色は、自分のクルクルメイツにより異なる。背景色／描画色を反転させることは出来る。
- 「全消」はあるが消しゴムのように一部だけを消す機能はない。
- 「アイテムテンプ」を押すとアイテムつきのえてがみにできる。
- 右下の「決定」を押すとえてがみが封筒に入り、相手に渡せる状態になる。
- 「決定」を押さない限りえてがみは相手に渡らないので、次回クルクルパークに入ったときに続きを書くことが出来る。
- 一度封筒に入れたえてがみでも、まだ相手に渡っていなければ開封して続きを書くことが出来る。

### えてがみをみる
新規に受け取ったえてがみを開封して見ることが出来る。新規に受け取ったものが無い時は最後に受け取ったえてがみを見ることが出来る。
思い出に残す
通常、えてがみは最後に受け取ったものしか見ることが出来ないが、これを押しておくと、新規に受け取ったものが無い時はそのえてがみをずっと見ることが出来る。ただし、別のえてがみを思い出に残すと上書きされる。
思い出に残すとその旨が発信者にも知らされるため、保存目的が無くても「えてがみのお礼」のように使うことが出来る。
消す
受け取ったえてがみを消し、受信箱を空にする。思い出に残したものも消える。通常、えてがみは受け取るたびに新しいもので上書きされていくので、見たくないものが来た時以外は特に消す必要はない。
警察に届ける
公序良俗に反するような内容のえてがみが来た時にコナミ側に「通報」する。通報した事実は発信者にも知らされる。3回通報されると以後えてがみ機能が使えなくなる。なお、問題のないえてがみを通報する行為は禁止されており、通報を乱用するユーザーにも同様のペナルティが課せられる可能性がある。

### だれかの思い出
自分の送ったえてがみに対して「思い出に残す」を押してくれた相手の一覧を見ることが出来る。

### アイテム
手に入れたアイテムを見ることが出来る。クルクルメイツが使用できるアイテムがあれば、それを装備することが出来る。持てるアイテムには上限数がある。

### えてがみ広場
課題が示され、えてがみで応募する期間限定イベント。入賞すれば特典がある。

### えてがみマスター
えてがみ広場入賞者に、次回のえてがみ広場の投稿受付終了時まで与えられる称号。

## 熱闘! クルクルチャンピオンシップ
オンライン対戦で全国のプレイヤーと4人で対戦、チャンピオンチップを奪い合い、全国順位を競う限定イベント。
- 対戦するミニゲームはプレイヤーが選択できる。エントリー時のチャンピオンチップの所持枚数が少ないプレイヤーから選択権が与えられる。また、他のプレイヤーが選択したジャンルのミニゲームは選択できない。
- 4つのミニゲームを行い、最終順位によってチャンピオンチップの奪い合いがおこる（ノックアウトボーナス）。下位のプレイヤーから一定割合のチップを奪い、上位プレイヤーから一定割合のチップを奪われる。
- ノックアウトボーナス清算後、最終順位によってラボから一定のチャンピオンチップが与えられる（ラボボーナス）。
- 期間限定で特殊な勲章が授与される。

## 登場キャラクター
所長（声：青野武）
脳ミソに手と目がついている。元ネタはコナミのシューティングゲーム、沙羅曼蛇の1面ボス「ゴーレム」。目は1つしかないのに通常の（レンズ2枚の）眼鏡をかけている。
来栖ナズキ（くるすナズキ、声：小堀愛）
研究所の助手。看護師風の服装の女性。各ミニゲームのルール説明をしてくれる。名前の「なずき」は「脳」の昔の読み方より。
- 時期によって服装が変わることがある。サンタ風、パティシエ風、浴衣など。
- 雨が降っている地域ではレインコートを着用していることがあった。

なお、ゲーム中のナレーション（「いろはかるた」等）も全て青野武・小堀愛によるものである。

### クルクルメイツ
プレイヤーの分身となるキャラクター。初プレイ時は『すらいむ』で、その後は「クルクル診断」の結果とレベル（プレイヤーの階級）によって変化する（現在のメイツから変化するかどうかは選択可）
すらいむ
一部のアイテムを使うことで他のメイツからすらいむに戻ることも出来る。
レベル6メイツ
必要な階級に上がり、特定のアイテムを所持した状態で「クルクル診断」を受けると変化できる。
 計画 
1. ボルト＆ナット
2. HB
3. てるてるぼうず
4. 消しゴム委員長
5. 本博士
6. 龍

 視覚 
1. ワクワクきのこ
2. オシャレオン
3. チビぺがさす
4. ハナカノコ
5. かぶ姉
6. ペガサス

 聴覚 
1. でんでん太郎
2. 3つ豆
3. ピンクねこ
4. 鬼太鼓
5. ロックンドール
6. フェニックス

 言語 
1. ポテトシェフ
2. ハニートースト
3. ステーキ頭
4. LLバーガー
5. トマ坊
6. スフィンクス

 運動 
1. ドリル君
2. タコスケ
3. こいつ
4. 96式戦車
5. ツインビー
6. カラス天狗

 記憶 
1. 昔石
2. メット亀
3. マクラバク
4. 長老山
5. 海馬姫
6. 獏

### クルクルマスター
NPCとしてときどき対戦に登場する。優勝回数が999回となっている。対戦で勝利すると（マスター4位、自分3位などでも良い）各キャラによって決まったアイテムがもらえる。
- ビーくん
- パンプ卿
- 七支鹿
- 麒麟
- 雪男マン
- 雷鬼

## 元ネタについて
ゲーム中のいくつかのフィーチャーに、他のコナミゲームのものが使われている。
沙羅曼蛇
所長の容姿が1面ボスの「ゴーレム」。
グーニーズ
カギを開けステージクリアしたときのジングルが、各ミニゲーム終了時に鳴る。
グラディウス
ミニゲームのうち「ザブ撃破」「ザブ避け」が2面後半の場面をモチーフにしている。音楽もグラディウスの空中戦→1面→ボス→ゲームオーバーのものが使われ、前述のグーニーズのジングルは鳴らない。
ロードファイター
「ザブ撃破」の中で、隠しキャラクターとしてコナミマンが出現し飛んでいく演出の元ネタ。
極上パロディウス
クルクルメイツの中の「こいつ」と「タコスケ」はこのゲームの自機。
ツインビー
クルクルメイツの中の「ツインビー」はこのゲームの1P側自機。
BEMANIシリーズ
クルクルマスター「ビーくん」は2006年に行われたBEMANI EXPOのマスコットキャラクター。アイテムには『pop'n music』の「ポップ君」や『GuitarFreaks』のコントローラーも登場する。
また、本作のテーマ曲の作曲者はdj TAKAであり、アレンジバージョン「クルクル☆ラブ 〜Opioid Peptide MIX〜」が『beatmania IIDX 14 GOLD』に収録されている（リミックス担当:TOMOSUKE、歌担当：くりむ）。
また、『pop'n music 15 ADVENTURE』ではポップ君がクルクルメイツに変化するオジャマ「クルクルラボ」が登場した。このオジャマは、ポップ君の位置によって登場するメイツが変わる。
けっきょく南極大冒険
あざらし、およびBGMが使用されている。